# Ризький напрямок Московської залізниці
| Ризький напрямок МЗ              |                      |
| Країна                           | Росія                |
| Статус                           | діюча                |
| Роки роботи                      | з 1901               |
| Підпорядкування                  | Російські залізниці  |
| Експлуатаційна довжина залізниці | 155 км               |
| Ширина колії                     | 1 520 мм             |
| Тип електрифікації               | постійний струм 3 кВ |
|                                  |                      |

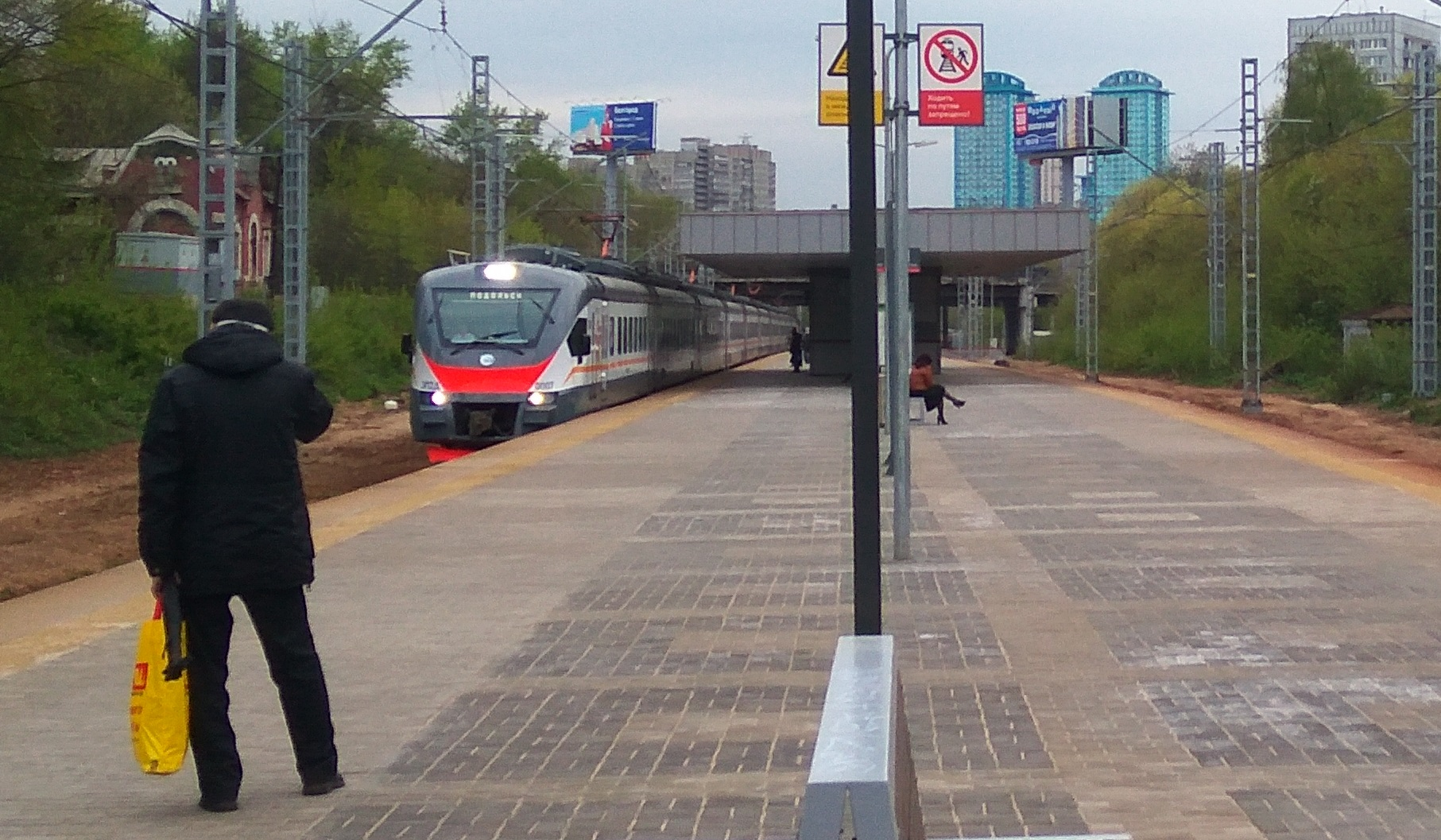
Електропоїзд ЕП2Д на пл. Покровське-Стрешнєво

Ризький напрямок Московської залізниці — залізничні лінії на захід від Москви. Головний хід починається на станції Москва-Ризька і прокладено через міста Красногорськ, Дєдовськ, Істра і Волоколамськ до станції Шаховська. Довжина головного ходу 155 км. На захід від станції Шаховська є межа між Московською і Жовтневою залізницями. Історична назва — Московсько-Віндавська залізниця.
Ризьким напрямком курсують приміські електропоїзди, що сполучають захід Московської області з Москвою і з півднем області, а також поїзди далекого прямування до Риги, Великих Лук. Це найменший за обсягом приміського руху залізничний напрямок з Москви. Головний пасажирський термінал — Москва-Ризька.

## Опис
Адміністративно Ризький напрямок є Московсько-Ризької дистанцією колії і входить до складу Московсько-Смоленського відділення МЗ (центр — Москва-Пасажирська-Смоленська).
Всі пункти зупинки обладнані високими пасажирськими платформами, розрахованими на приймання дванадцативагонних електропотягів. Також, на станціях Волоколамськ та Шаховська є низькі платформи, призначені для посадки в поїзди далекого прямування та приміські поїзди сполученням Волоколамськ — Ржев-Балтійський. На станції Маніхіна-1 низька платформа побудована для обслуговування електропоїздів ВМО.

## Трафік

### Пасажирський трафік
Щодня напрямком курсують 2 пари поїздів далекого прямування — до Риги та Великих Лук (крім вівторка та суботи з Москви, понеділка, суботи в Москву).
Напрямком щодня прямує 72—73 пари приміських електропоїздів з плечем обороту від Серпухова до Шахівської. На станції Маніхіно-1 існує пересадка на електропоїзди Великого кільця МЗ до станцій Поварово-2, Кубинка-1 (і далі на Бекасово-1, Сандарово). Ризький напрямок обслуговують електропотяги моторвагонних депо Нахабіно та Перерва (Москва — Новоєрусалимська). При цьому можлива також пішохідна пересадка на пл. 165 км Великого кільця.
Також 1 раз на добу (влітку 2 рази, від ст. Шаховська) курсує приміський поїзд Ржев-Балтійський — Шаховська — Ржев-Балтійський

### Вантажний трафік
Вантажні поїзди прямують на захід, в основному від станцій Маніхіно-1 (з Великого кільця МЗ), Підмосковна (з Малого кільця МЗ і навантажувальних терміналів) і від вантажного терміналу станції Москва-Ризька.

## Схема лінії
Головний хід двоколійний до ст. Волоколамськ, далі до ст. Шаховська одноколійна лінія. Схрещення поїздів на цій ділянці можливо на станції Благовіщенське. Роз'їзд Бухолово ліквідовано, має статус зупинкового пункту. Далі від Шаховської прокладено одноколійну неелектрифіковану дільницю на Ржев і далі, обслуговує Жовтнева залізниця (межа залізниць на захід від ст. Шаховська).
Колійний розвиток станції Покровське-Стрешнєво знято, станція стала зупинним пунктом.
Станції Москва-Ризька, Нахабіно, Дєдовськ, Новоєрусалимська, Рум'янцево , Волоколамськ та Шаховська є кінцевими пунктами маршрутів приміських поїздів. Платформа Ленінградська і станції Тушино та Чисмена є кінцевими зупинками в разі скорочення маршрутів електропоїздів.
У різний час станції Маніхіно-1, Холщевики та платформа Матренино були кінцевими для кількох пар електропоїздів.
Між платформою Дмитрівська і станцією Москва-Ризька знаходяться перетин з Олексіївською сполучною лінією та з Савеловським напрямком. Між платформами Ленінградська і Покровсько-Стрешнєво знаходиться перетин з МК МЗ. Біля вузлової станції Маніхіно-1 Ризький напрямок перетинає Велике кільце МЗ, можлива пересадка на електропоїзди кільця на самій станції Маніхіно-1 або пішохідна пересадка від Маніхіно-1 на пл. 165 км Великого кільця.